# Camponotus tortuganus
Camponotus tortuganus är en myrart som beskrevs av Carlo Emery 1895. Camponotus tortuganus ingår i släktet hästmyror, och familjen myror. Inga underarter finns listade.

## Bildgalleri

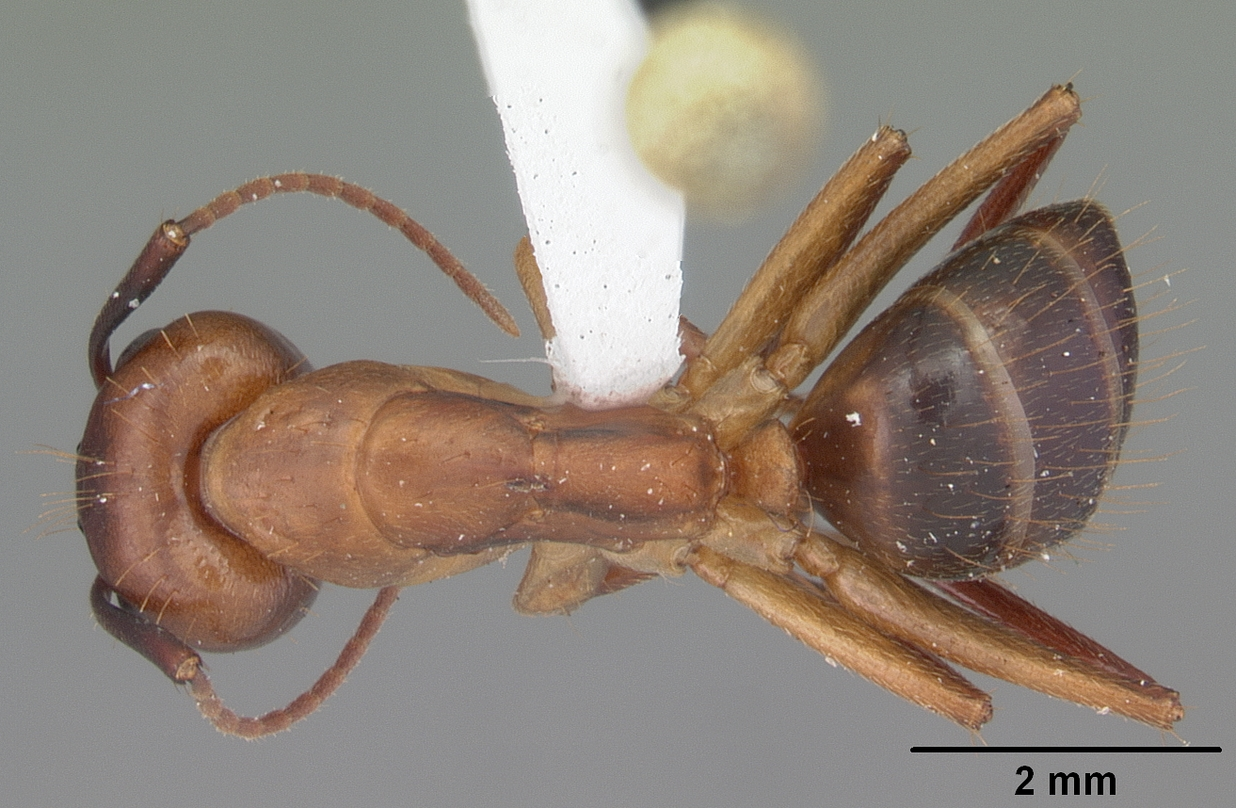
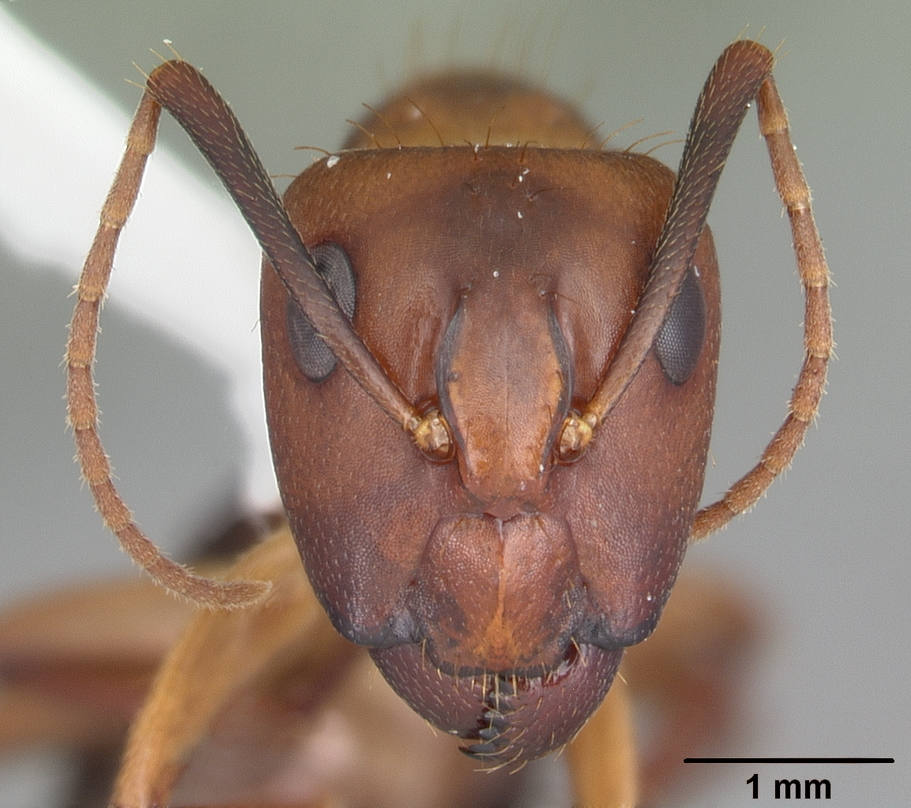
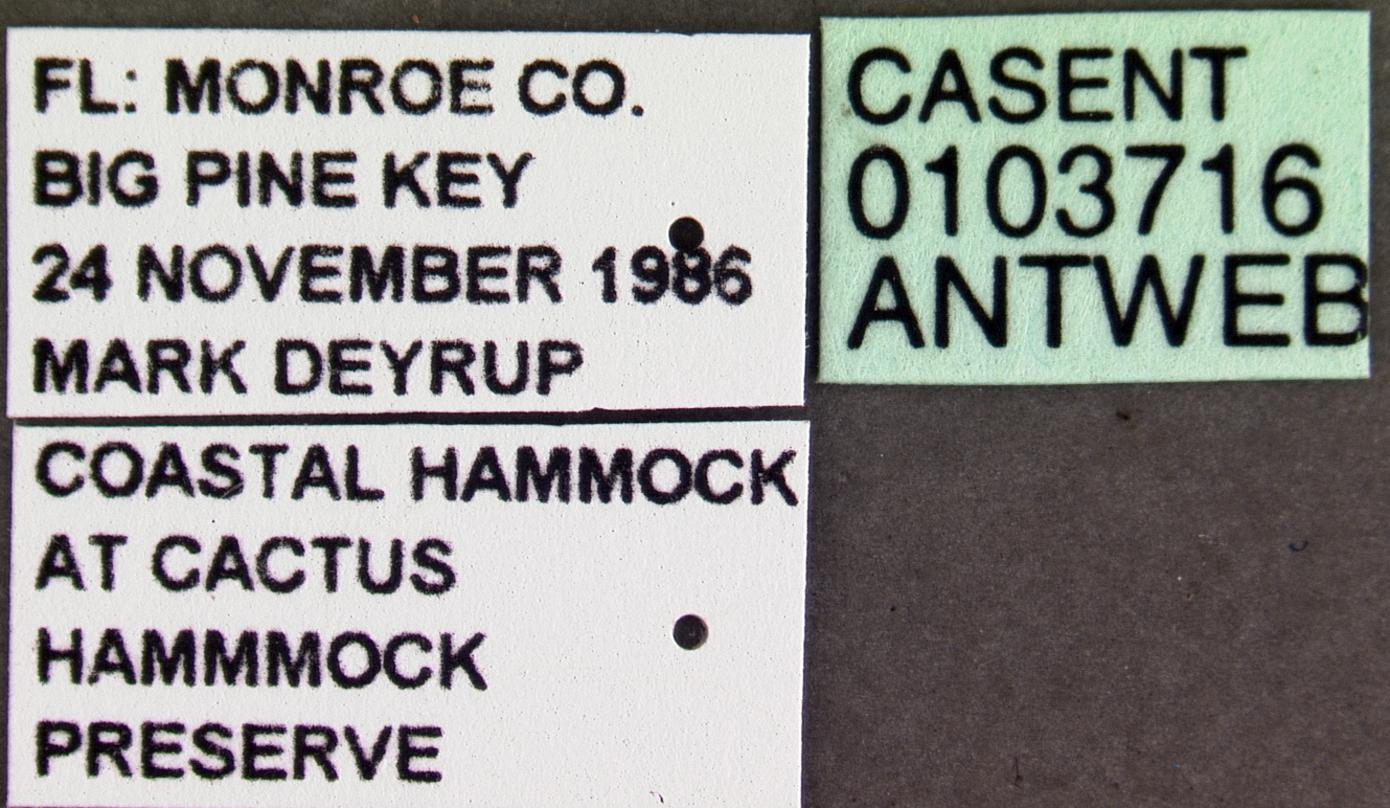
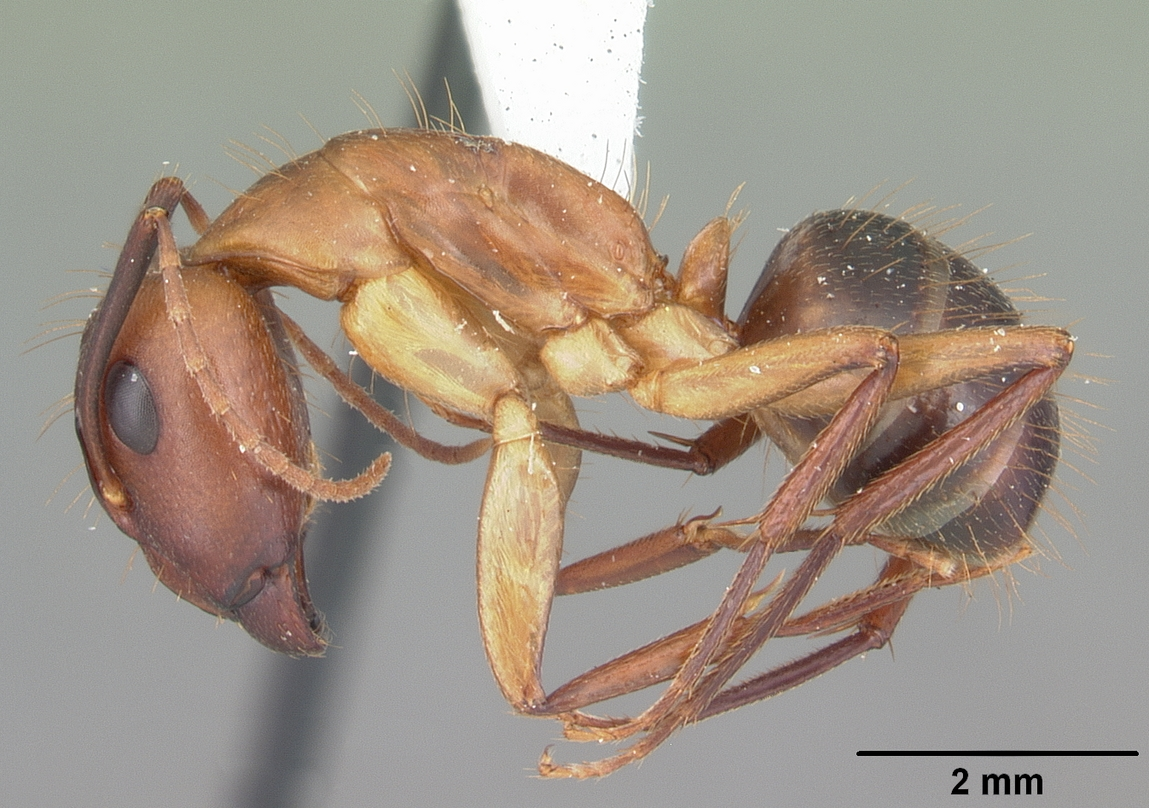
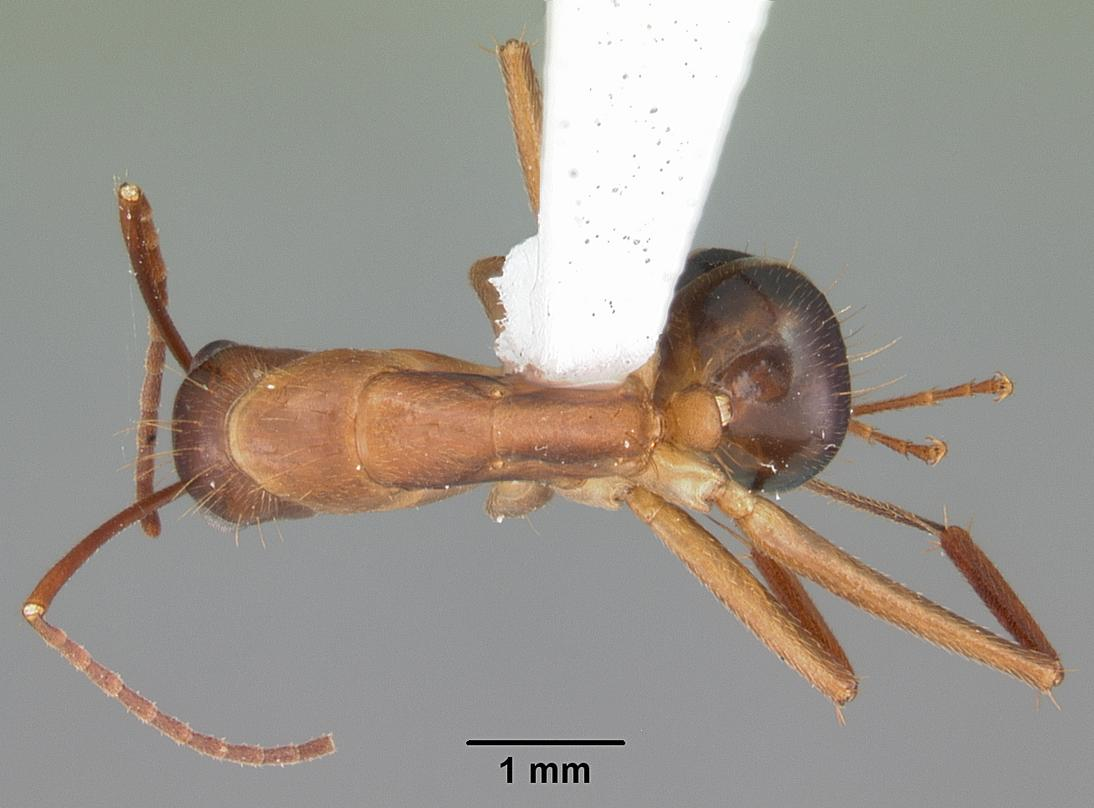
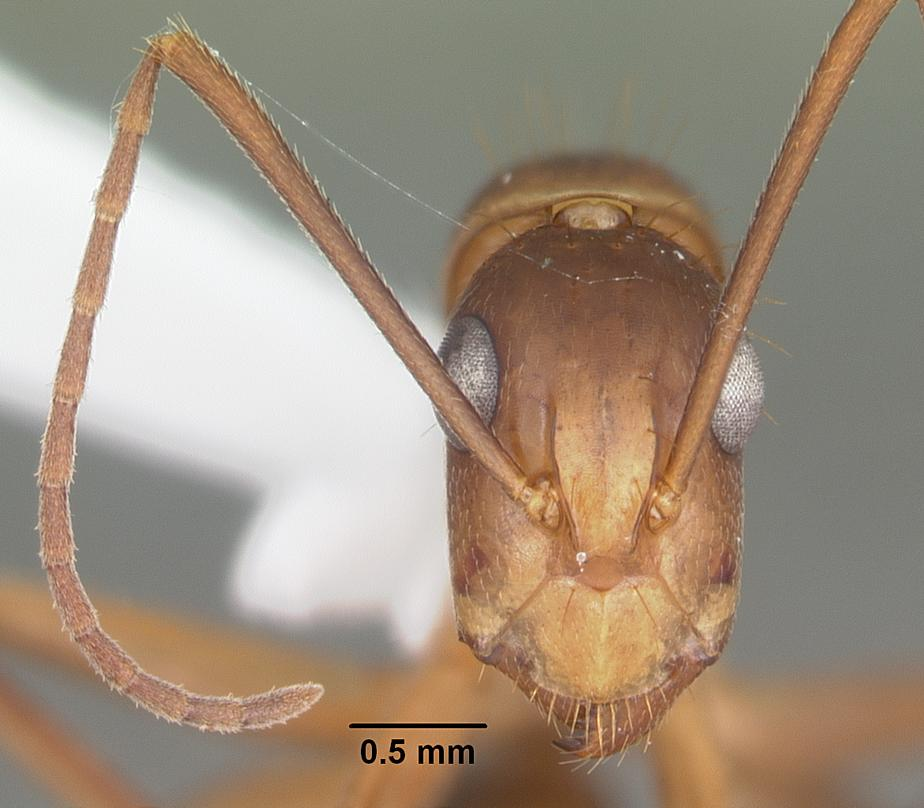